# Србац (громада)
Србац (серб. Општина Србац) — боснійська громада, розташована в регіоні Баня-Лука Республіки Сербської. Адміністративним центром є місто Србац.